# Jiskřičín
Jiskřičín (polsky Iskrzyczyn, německy Iskritschin nebo Iskrzitschin) je vesnice v jižním Polsku ve Slezském vojvodství v okrese Těšín v gmině Skočov. Leží na historickém území Těšínského Slezska. Na rozloze 4,65 km² žije 628 obyvatel (2009). Většinu území tvoří orná půda (338 ha).

## Popis
Obec se rozkládá na svazích Tarnavské hůrky (373 m n. m.) v Těšínském podhůří. V oblasti vesnice se nachází přírodní památka – dřezovec trojtrnný (Gleditsia triacanthos), který měří v obvodu 215 cm, je vysoký 23 m a jeho stáří je 200 let.
Vesnice sousedí s obcemi:
- na severu – Dubovec a Semorád,
- na západě – Kostkovice,
- na jihu – Loučka,
- na východě – Vilémovice

## Historie
Jiskřičín je jednou z nejstarších obcí Těšínského Slezska. První písemný záznam pochází z roku 1223, kdy vratislavský biskup, na žádost opolsko-ratibořského knížete Kazimíra, daruje desátek ženskému premonstrátskému klášteru v Rybniku. Mezi čtrnácti vesnicemi těšínské kastelánie byla jmenována obec Jiskřičín v původním názvu Yscrichino. Vesnice se původně nacházela v piastovském opolsko-ratibořském knížectví. Po smrti Vladislava I. Opolského a rozdrobení knížectví, byl od roku 1290 Jiskřičín pod vlivem nového Těšínského knížectví. Od roku 1327 byl součástí léna Českého království, od roku 1526 až do roku 1918 byl součástí habsburské monarchie.

## Znak
Ve znaku obce Jiskřičína je postava biskupa oděného do pontifikálních šatů, s mitrou na hlavě a biskupskou berlí v ruce v modrém poli. Pravděpodobně se jedná o patrona místního kostela sv. Mikuláše nebo sv. Stanislava. Znak jsou spojeny tři pečetě. První nejstarší pochází z 18. století má český nápis, její otisk je na dokumentu z roku 1835. Druhá pochází z konce 19. století je dvojjazyčná, její otisk je na akcii z roku 1907. Třetí je současná s polským nápisem.